# Sušič páry
Sušič páry je jednoduché zařízení, které bylo montováno do parních lokomotiv na přelomu 19. a 20. století pro zvýšení teploty (a tím i objemu) páry vyrobené v kotli.
Sušiče se začaly objevovat poté, co se podařilo přesvědčivě dokázat výhody používání přehřáté páry.
Jedná se v podstatě o komoru ve válcovém kotli těsně před dýmnicí. Prostor se získá vložením přídavné trubkovnice, umístěné zhruba jeden až dva metry od dýmniční trubkovnice. Tato nová trubkovnice nemusí být příliš silná, protože tlak v sušiči je téměř stejný, jako v samotném kotli, menší jen o hydrostatický tlak vody v kotli. Samotný sušič je ještě předělen plechovou přepážkou, která sahá shora asi do jeho tří čtvrtin. 
Pára odebraná z parního dómu v kotli je komunikační trubkou vedena do sušiče, kde proudí mezi trubkami, usměrňována přídavnou přepážkou. Teprve poté je vedena do válců. To odstraní případné zbytky vlhkosti páry a zvýší její teplotu.
Sušiče páry se používaly relativně krátce. Ukázalo se, že je poměrně složité zajistit těsnost přídavné trubkovnice. Velice brzy byly místo sušičů zavedeny Schmidtovy velkotrubé přehřívače.